# Лоренс-Крік (Оклахома)
Лоренс-Крік (англ. Lawrence Creek) — місто (англ. town) в США, в окрузі Крік штату Оклахома. Населення — 121 особа (2020).

## Географія
Лоренс-Крік розташований за координатами 36°5′2″ пн. ш. 96°25′36″ зх. д. / 36.08389° пн. ш. 96.42667° зх. д. (36.083809, -96.426749).  За даними Бюро перепису населення США в 2010 році місто мало площу 1,90 км², уся площа — суходіл.

## Демографія
Згідно з переписом 2010 року, у місті мешкало 149 осіб у 45 домогосподарствах у складі 38 родин. Густота населення становила 78 осіб/км².  Було 55 помешкань (29/км²).
Расовий склад населення:
| - 91,3 % — білих - 6,7 % — корінних американців |

До двох чи більше рас належало 1,3 %. Частка іспаномовних становила 4,7 % від усіх жителів.
За віковим діапазоном населення розподілялося таким чином: 29,5 % — особи молодші 18 років, 68,5 % — особи у віці 18—64 років, 2,0 % — особи у віці 65 років та старші. Медіана віку мешканця становила 30,5 року. На 100 осіб жіночої статі у місті припадало 132,8 чоловіків;  на 100 жінок у віці від 18 років та старших — 94,4 чоловіків також старших 18 років.
Середній дохід на одне домашнє господарство  становив 67 769 доларів США (медіана — 70 875), а середній дохід на одну сім'ю — 72 520 доларів (медіана — 71 625). За межею бідності перебувало 18,3 % осіб, у тому числі 35,6 % дітей у віці до 18 років та 50,0 % осіб у віці 65 років та старших.
Цивільне працевлаштоване населення становило 101 осіб. Основні галузі зайнятості: мистецтво, розваги та відпочинок — 24,8 %, освіта, охорона здоров'я та соціальна допомога — 23,8 %, оптова торгівля — 9,9 %, транспорт — 7,9 %.